# Агресорски рат
Агресорски рат представља недовољно дефинисан појам у међународном праву, повезан пре свега са злочинима против мира. Агресорски рат представљао би у ствари агресију, која је један од видова злочина против мира.
Римски статут предвиђа своју надлежност за агресију, али тек пошто статут буде допуњен одговарајућом дефиницијом агресије.
С обзиром на постојеће изворе, агресорски рат би био сваки рат који није одбрамбени и који не спада у принудне мере предвиђене главом VII Повеље УН.